# Оното
Оното (исп. Onoto) — город на северо-востоке Венесуэлы, на территории штата Ансоатеги. Является административным центром муниципалитета Хуан-Мануэль-Кахигаль.

## История
До прихода европейцев территорию муниципалитета населяли представители племён каракаров и гуарибов. Поселение, из которого позднее вырос город, было основано в 1748 году как францисканская миссия.

## Географическое положение
Оното расположен в северо-западной части штата, на правом берегу реки Унаре, на расстоянии приблизительно 75 километров к юго-западу от Барселоны, административного центра штата. Абсолютная высота — 39 метров над уровнем моря.

## Климат
Климат города характеризуется как тропический, с сухой зимой и дождливым летом (Aw в классификации климатов Кёппена). Среднегодовое количество атмосферных осадков — 1076 мм. Наименьшее количество осадков выпадает в марте (5 мм), наибольшее количество — в августе (196 мм). Средняя годовая температура составляет 27 °C.

## Население
По данным Национального института статистики Венесуэлы, численность населения города в 2013 году составляла 11 378 человек.

## Транспорт
Через город проходит национальная автомагистраль № 14 (исп. Troncal 14).